# Hippolyte

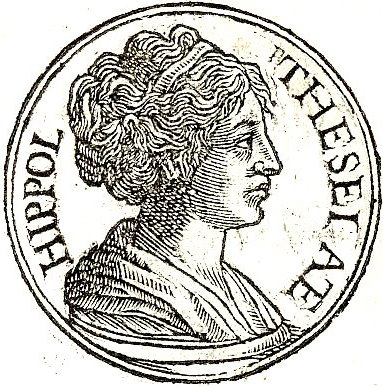

Hippolýte var i grekisk mytologi drottning över amasonerna. En av Herakles tolv uppgifter var att hämta hennes gördel. Antingen Hippolyte eller hennes syster Antiope gifte sig med Theseus och blev mor till hans son Hippolytos.

## Herakles och gördeln
Hippolyte och hennes tre systrar var alla döttrar till guden Ares och amasondrottningen Otrera, som i sin tur var dotter till Östanvinden. Ares gav Hippolyte en förtrollad gyllene gördel, som ökade hennes styrka och mod.
Herakles hade fått i uppgift att göra tolv stordåd åt kung Eurystheus, och det nionde stordådet var att hämta Hippolytes gördel.
Vad som sedan hände när Herakles träffade Hippolyte finns det olika versioner av. Enligt en version erbjöd Hippolyte Herakles att hon skulle ge honom gördeln frivilligt, varefter Herakles gudomliga fiende Hera lurade amasonerna att han höll på att kidnappa deras drottning, varpå en strid utbröt under vilken Herakles dödade Hippolyte tillsammans med hennes anfallande amasoner och sedan tog gördeln.
Enligt en annan version kidnappade Herakles Hippolyte, tog gördeln och gav henne till Theseus.

## Äktenskapet med Theseus
Antingen Hippolyte eller hennes syster Antiope gifte sig med kung Theseus av Aten och blev den enda amason som någonsin gifte sig. Det finns flera versioner av vad som hände, där namnen Hippolyte och Antiope ofta tycks vara mer eller mindre utbytbara.
En version säger att Theseus kidnappade amasonen, en annan att Herakles kidnappade henne och gav henne till Theseus, och en tredje att hon förälskade sig i Theseus och följde med honom frivilligt. Denna amason, antingen Hippolyte eller Antiope, blev mor till Theseus son Hippolytos.
Sedan säger en version att amasonerna startade krig mot Aten för att få tillbaka Hippolyte/Antiope, en annan att Hippolyte/Antiope själv ledde amasonerna i krig mot Aten som hämnd för att Theseus skilt sig från henne för att gifta sig med en annan kvinna. Amasonerna förlorade detta krig mot Aten.